# Декстер (Канзас)
Декстер (англ. Dexter) — місто (англ. city) в США, в окрузі Ковлі штату Канзас. Населення — 224 особи (2020).

## Географія
Декстер розташований за координатами 37°10′47″ пн. ш. 96°42′57″ зх. д. / 37.17972° пн. ш. 96.71583° зх. д. (37.179621, -96.715950).  За даними Бюро перепису населення США в 2010 році місто мало площу 0,75 км², уся площа — суходіл.

## Демографія
Згідно з переписом 2010 року, у місті мешкало 278 осіб у 105 домогосподарствах у складі 77 родин. Густота населення становила 369 осіб/км².  Було 128 помешкань (170/км²).
Расовий склад населення:
| - 95,3 % — білих - 3,6 % — корінних американців - 0,4 % — вихідців з тихоокеанських островів |

До двох чи більше рас належало 0,7 %. Частка іспаномовних становила 0,7 % від усіх жителів.
За віковим діапазоном населення розподілялося таким чином: 20,5 % — особи молодші 18 років, 53,6 % — особи у віці 18—64 років, 25,9 % — особи у віці 65 років та старші. Медіана віку мешканця становила 47,4 року. На 100 осіб жіночої статі у місті припадало 91,7 чоловіків;  на 100 жінок у віці від 18 років та старших — 87,3 чоловіків також старших 18 років.
Середній дохід на одне домашнє господарство  становив 47 884 долари США (медіана — 41 000), а середній дохід на одну сім'ю — 53 748 доларів (медіана — 50 667). Медіана доходів становила 42 750 доларів для чоловіків та 21 875 доларів для жінок. За межею бідності перебувало 10,9 % осіб, у тому числі 22,2 % дітей у віці до 18 років та 8,5 % осіб у віці 65 років та старших.
Цивільне працевлаштоване населення становило 149 осіб. Основні галузі зайнятості: освіта, охорона здоров'я та соціальна допомога — 29,5 %, мистецтво, розваги та відпочинок — 17,4 %, сільське господарство, лісництво, риболовля — 10,1 %, роздрібна торгівля — 9,4 %.